# 大塚村 (島根県)
大塚村（おおつかむら）は、島根県能義郡にあった村。現在の安来市大塚町、鳥木町、上吉田町、下吉田町にあたる。

## 地理
- 河川：伯太川[1]

## 歴史
- 1889年（明治22年）4月1日、町村制の施行により、能義郡大塚町、大塚村、鳥木村、上吉田村、下吉田村が合併して村制施行し、大塚村が発足[1][2]。大字は大塚町、大塚、鳥木、上吉田、下吉田の5大字を編成[1]。
- 1948年（昭和23年）大塚農業協同組合設立[1]。
- 1954年（昭和29年）4月1日、能義郡安来町、飯梨村、荒島村、赤江村、島田村と合併し、市制施行し安来市を新設して廃止された[1][2]。

## 産業
- 農業[1]